# Parc d'État de Calaveras Big Trees
Calaveras Big Trees State Park est un parc d'État de Californie, aux États-Unis, qui conserve deux bosquets de séquoias géants. D'une superficie de 26 km², il est situé à 6,4 km au nord-est d'Arnold, en Californie, dans les élévations moyennes de la Sierra Nevada. Il a été une attraction touristique majeure depuis 1852, lorsque l'existence des arbres a été largement signalée pour la première fois, et est considérée comme l'installation touristique la plus ancienne en Californie.

## Histoire

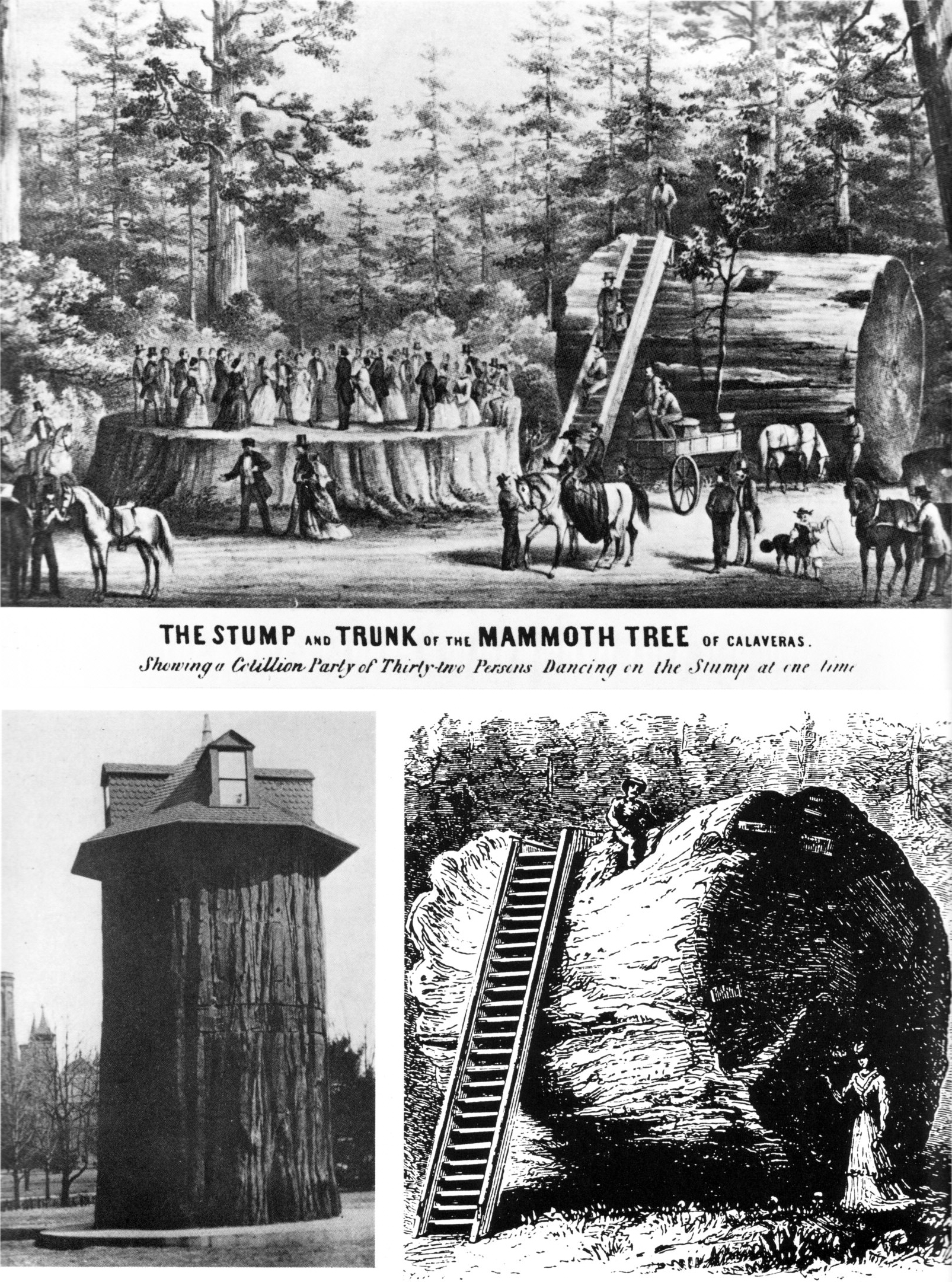
Peu de temps après leur découverte par les Européens, les séquoias géants ont fait l'objet de nombreuses expositions

Le séquoia géant était bien connu des tribus améridiennes vivant dans la région. Les noms amérindiens de l'espèce incluent wawona, toos-pung-ish et hea-mi-withic, les deux derniers dans la langue de la tribu de la rivière Tule.
La première référence aux séquoias géants de Calaveras Big Trees par les Européens remonte à 1833, dans le journal de l'explorateur JK Leonard ; la référence ne mentionne aucune localité spécifique, mais son itinéraire l'aurait conduit à travers le Calaveras Grove. Cette découverte n'a pas été publiée. Le prochain Européen à voir les arbres fut John M. Wooster, qui tailla ses initiales dans l'écorce de l'arbre « Hercules » dans le Calaveras Grove en 1850 ; encore une fois, cela n'a reçu aucune publicité. Beaucoup plus de publicité a été donnée à la "découverte" par Augustus T. Dowd du North Grove en 1852, et cela est communément cité comme la découverte du bosquet et de l'espèce dans son ensemble.
The Discovery Tree a été noté par Augustus T. Dowd en 1852 et abattu en 1853, laissant une souche géante et une section de tronc montrant les trous faits par les tarières utilisées pour l'abattre. Il mesurait 7,6 mètres de diamètre à sa base et a été déterminé par le nombre d'anneaux à 1 244 ans lors de l'abattage. La souche de l'arbre a ensuite été transformée en piste de danse. John Muir a écrit un essai intitulé « Les vandales ont alors dansé sur la souche! » pour critiquer l'abattage de l'arbre.
En 1854, un deuxième arbre nommé « Mère de la Forêt » a été dépouillé de ses 30 premiers mètres d'écorce, prête à être remontée lors d'expositions. L'arbre n'a pas survécu longtemps après, ayant perdu toute sa canopée en 1861. En 1908, l'arbre n'étant pas protégé par son écorce résistante au feu, un incendie a balayé la zone et brûlé une grande partie de ce qui restait de l'arbre. Aujourd'hui, il ne reste qu'un accroc noirci par le feu de la Mère de la Forêt.
Au début des années 1880,, un tunnel a été coupé à travers les compartiments par un propriétaire foncier privé à la demande de James Sperry, fondateur de l'hôtel Murphys, afin que les touristes puissent y passer,,,. L'arbre a été choisi en partie à cause de la grande cicatrice d'un incendie de forêt. Le Pioneer Cabin Tree, comme on l'appelait bientôt, imitait le tunnel creusé dans l'arbre Wawona de Yosemite, et était destiné à rivaliser avec lui pour les touristes,,.

### Appels à la préservation
Malgré ou en raison des expositions des années 1850, la destruction des grands arbres a rencontré un tollé général. En 1864, en présentant le projet de loi qui deviendrait la subvention Yosemite, le sénateur John Conness a estimé que même après que les gens aient vu les preuves physiques de l'arbre Discovery Tree et de la Mother of the Forest, ils ne croyaient toujours pas que les arbres étaient authentiques, et que les zones d'où ils venaient devraient être protégées. Cependant, cela ne garantissait aucune protection légale pour les arbres de Calaveras Grove.

### Création du parc d'État Calaveras Big Trees
Au tournant du siècle, la terre appartenait à plusieurs sociétés de bois d'œuvre, avec l'intention de couper les arbres restants, car le séquoia et le séquoia géant avec leurs troncs épais étaient considérés comme de grandes sources de bois d'œuvre à l'époque. Cela a de nouveau provoqué un chœur de protestations publiques de la part des habitants et des écologistes, et la région a continué d'être traitée comme une attraction touristique. La protection de Yosemite a été progressivement étendue à la plupart des séquoias et Calaveras Grove a été joint aux parcs d'État de Californie en 1931,.
La zone a été déclarée parc d'État en 1931 et protège désormais 2629 hectares dans les comtés de Calaveras et Tuolumne,.
Au fil des ans, d'autres parcelles de forêts mixtes de conifères, dont le beaucoup plus vaste bosquet de séquoias géants de South Calaveras (acheté en 1954 pour 2,8 millions de dollars), ont été ajoutés au parc pour porter la superficie totale à plus de 2600 hectares. Le North Grove contient environ 100 séquoias géants matures ; le South Grove, environ 1 000. Selon le naturaliste John Muir, la forêt protégée par le parc est : « Une clairière fleurie au cœur même des bois, formant un beau centre pour l'étudiant, et un délicieux lieu de repos pour les fatigués ».

## Attractions

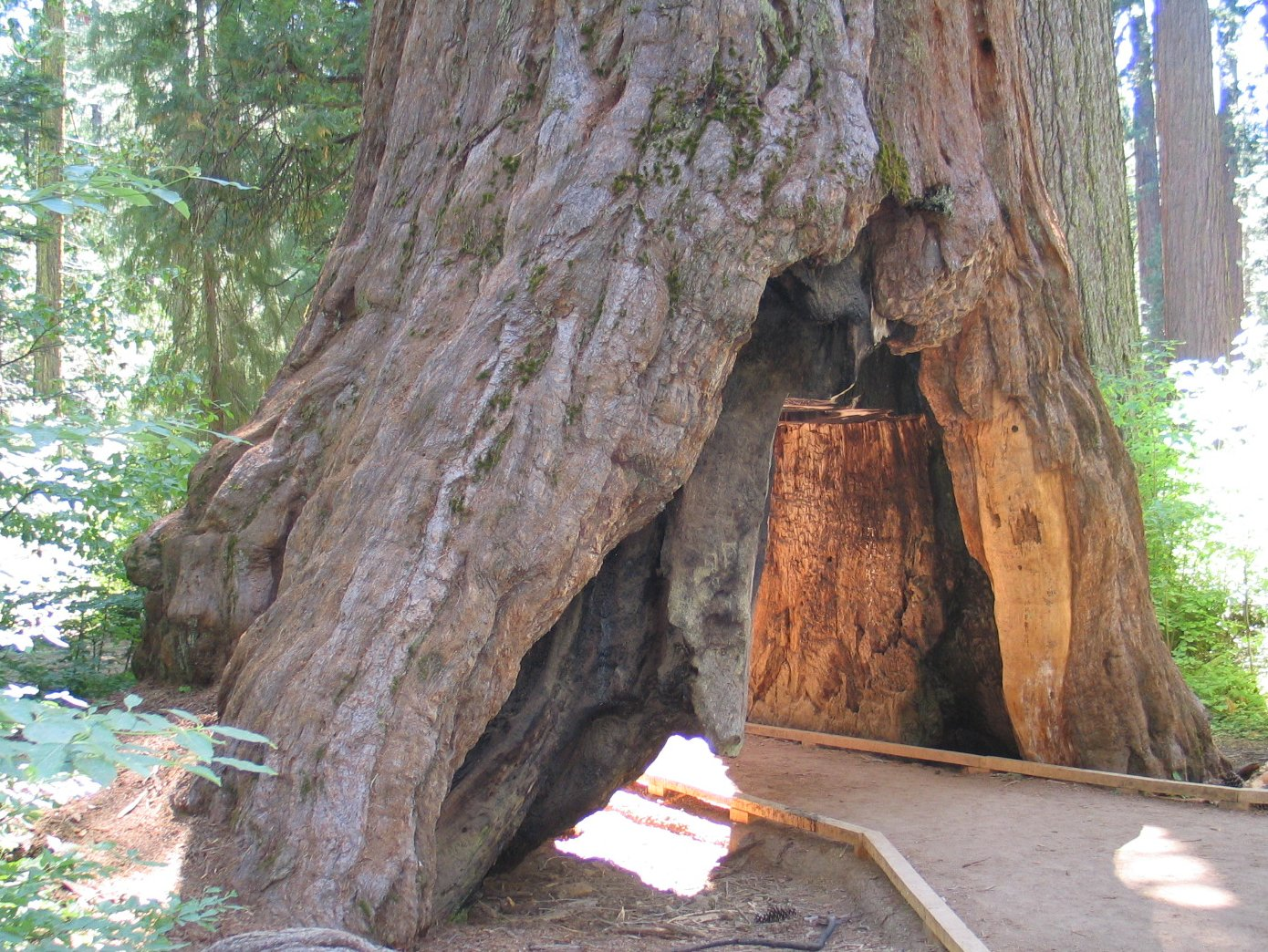
Pioneer Cabin Tree en 2006.

The North Grove comprend plusieurs séquoias géants remarquables :
- Discovery Tree : la souche de ce qui était autrefois le plus grand arbre du parc.
- Mère de la Forêt : un accroc noirci par le feu est tout ce qui reste du deuxième plus grand arbre du parc.
- Pioneer Cabin Tree : un séquoia géant qui s'est effondré lors d'une tempête le 8 janvier 2017 ; c'était l'un des deux seuls tunnels géants de séquoias géants encore debout (l'autre étant le California Tunnel Tree de Mariposa Grove).
- Empire State : le plus grand arbre du North Grove[21].

Le South Grove comprenait également plusieurs séquoias géants remarquables :
- Louis Agassiz : le plus grand arbre vivant des bosquets de Calaveras mesurant 76 mètres de haut et plus de 7,6 mètres de diamètre[22]. Il s'agit du 37e plus grand séquoia géant au monde.
- Palace Hotel Tree : le deuxième plus grand arbre vivant des bosquets de Calaveras ; comporte une grande cicatrice de brûlure profonde à sa base dans laquelle on peut marcher.

Les autres attractions de Calaveras Big Trees incluent la rivière Stanislaus, le ruisseau Beaver, le sentier Lava Bluff et le sentier Bradley.

## Voir également
- Forêt nationale de Calaveras Big Tree
- Chandelier Tree - un autre arbre tunnel, mais un séquoia côtier et pas un séquoia géant
- Liste des bosquets de séquoias géants
- Liste des parcs d'État de Californie